# Domenico Maria Sani

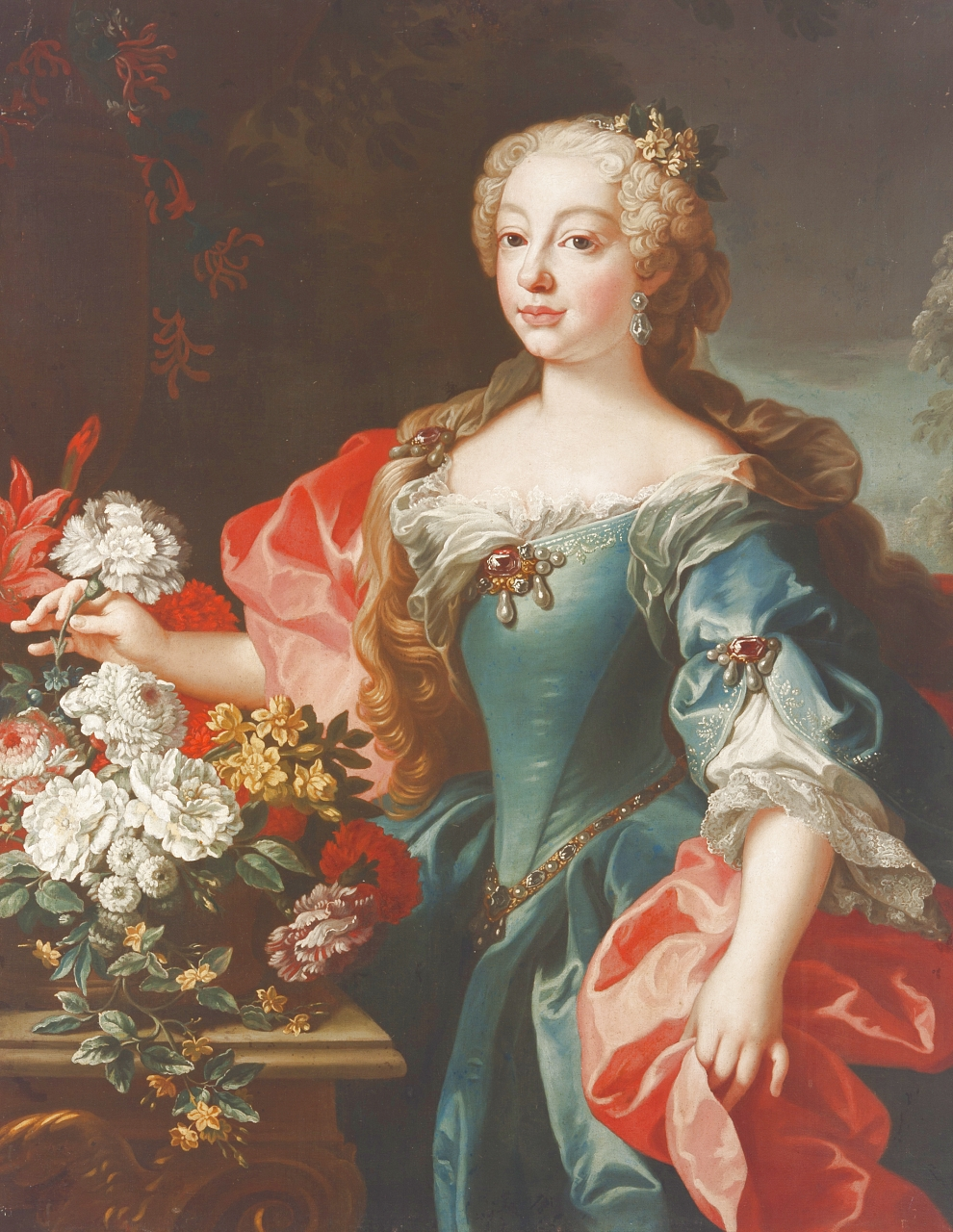
Maria Ana Victoria de Borbón y Farnesio, óleo sobre lienzo, 104 x 80 cm, Palacio Real de Caserta.

Domenico Maria Sani (Cesena, 1690-La Granja de San Ildefonso, 1773) fue un pintor barroco italiano, discípulo de Andrea Procaccini.
Llamado por su maestro se trasladó a España en 1721 para trabajar al servicio de Felipe V. En Madrid trabajó para la Real Fábrica de Tapices de Santa Bárbara a la que proporcionó dos series de cartones de la historia del Quijote y de la toma de Orán. Tras retratar en 1732 a Isabel de Farnesio fue nombrado pintor del rey, maestro de dibujo del príncipe de Asturias, el futuro Fernando VI, y aposentador de palacio. En 1759 se trasladó a La Granja de San Ildefonso donde por encargo de Isabel de Farnesio pintó los lienzos de los altares de la Real Colegiata. De su labor como retratista conserva el Museo del Prado un retrato de Mariana Victoria de Borbón, hija de Felipe V y futura reina de Portugal.